# Gunnar Myrdal
Gunnar Myrdal (Skattunge Parish, 1898. december 6. – Danderyd község, 1987. május 17.) svéd közgazdász. 1974-ben – Friedrich Hayekkel közösen – megkapta a közgazdasági Nobel-emlékdíjat „a pénz- és konjunktúraelmélet területén kifejtett úttörő tevékenységükért és a gazdasági, társadalmi és intézményi jelenségek összefüggéseinek mélyreható elemzéséért”.

## Pályafutása
A Stockholmi Egyetem jogi karán végzett 1923-ban, és jogászként kezdett dolgozni, miközben folytatta tanulmányait az egyetemen. Doktori címét 1927-ben szerezte közgazdaságtanból, és docenssé nevezték ki a politikai gazdaságtan területén.
1925 és 1929 között Németországban és Nagy-Britanniában, 1929-1930 között pedig Rockefeller ösztöndíjjal az Egyesült Államokban is kutatott. Ebben az időszakban adta ki első könyveit, köztük a The Political Element in the Development of Economic Theory címűt. Európába visszatérve először egy évig a genfi nemzetközi tanulmányok posztgraduális intézetében oktatott. 1933-ban a Stockholmi Egyetem Lars Hierta politikai gazdaságtan és közpénzügy tanszék vezetőjévé nevezték ki, ahol Gustav Casselt váltotta.
Az oktatás mellett a politikában is aktív volt: 1934-ben a szociáldemokraták színeiben választották be a svéd szenátusba.
1938-ban a New York-i Carnegie Corporation megbízta egy kutatással az amerikai feketék kérdéskörében. Kutatási eredményeit 1944-ben publikálta An American Dilemma: The Negro Problem and Modern Democracy címen.
1942-ben visszatért Svédországba, ahol ismét a szenátus tagjává választották, emellett a svéd jegybank igazgatótanácsának tagja és a háború utáni tervezési bizottság elnöke lett. 1945–1947 között kereskedelmi miniszter volt; ezt a pozícióját az ENSZ-EGB végrehajtó titkári posztjáért adta fel. Notel Rudolf magyar közgazdásszal ebben az időszakban együtt dolgozott.
1957-től a Twentieth Century Fund megbízásából átfogó kutatást vezetett a dél-ázsiai országok gazdasági folyamatairól és politikájáról, melynek eredményei az Asian Drama: An Inquiry into the Poverty of Nations and The Challenge of World Poverty. A World Anti-Poverty Program in Outline című kötetben láttak napvilágot.
1961-től a Stockholmi Egyetemen a nemzetközi gazdaságtan professzora volt. Ugyanebben az évben megalapította az egyetemen a nemzetközi gazdaságtan intézetét. Elnökölte a stockholmi nemzetközi békekutató intézet, valamint a stockholmi latin-amerikai intézet igazgatóságát. 1973–1974-ben vendégkutatóként dolgozott a santa barbarai Center for the Study of Democratic Institutions kutatóintézetnél, a következő évben pedig a New York-i Egyetem vendégprofesszora volt.
Több mint harminc tiszteletbeli fokozatot kapott, az elsőt 1938-ban a Harvard Egyetemen. Számos díjat kapott. Tagja volt a brit, az amerikai és a svéd tudományos akadémiának, tagja az Econometric Societynak és tiszteletbeli tagja az American Economic Associationnek.

## Magyarul megjelent művei
- Érték a társadalomtudományban. Válogatott módszertani tanulmányok; szerk., bev. Paul Streeten, ford. Erdélyi Ágnes, bev. Andorka Rudolf; Közgazdasági és Jogi, Bp., 1972
- Korunk kihívása: a világszegénység. Egy szegénység elleni világprogram vázlata; ford. Félix Pál, utószó Bognár József; Gondolat, Bp., 1974 (Társadalomtudományi könyvtár)

## Magánélete
Felesége Alva Myrdal (sz. Reimer) volt, aki fontos pozíciókat töltött be az ENSZ-nél és az UNESCO-nál, Svédország indiai nagykövete, illetve lefegyverzési és egyházügyi minisztere volt. Két lányuk (Sissella és Kaj) és egy fiuk (Jan) született.